# تيزكي يارغن (آيت وابلي)
تيزكي يارغن هي إحدى مشيخات المملكة المغربية، تتبع جغرافيا لإقليم طاطا وإداريًا لآيت وابلي. يقدر عدد سكانها بـ 739 نسمة حسب الإحصاء الرسمي للسكان والسكنى لسنة 2004.